# Hananchi
Hananchi (攀安知, d. 1416) est le troisième et dernier souverain du royaume de Hokuzan.
Il devient roi en 1397 à la mort de son père. Il envoie des missions en Corée pour annoncer sa succession, et en Chine pour obtenir son investiture et la reconnaissance de son statut de souverain de tout Okinawa. C'est le plus actif de tous les rois de Hokuzan en diplomatie et dans le commerce avec la Chine, où il envoie 14 missions d'hommage.
Hananchi passe pour avoir eu une grande puissance militaire, mais aussi pour avoir trop compté sur sa force personnelle et sa compétence, au détriment de sa relation avec ses obligés. Quand sa résidence de Nakijin gusuku subit l'assaut des armées de Shō Hashi en 1416, les assaillants sont tenus à distance pendant un certain temps, car le château lui-même est très fort. Cependant, Hananchi est trahi par un obligé, Motobu Taihara, qui ouvre les portes et permet aux forces de Shō Hashi de pénétrer dans le château. Défait, Hananchi se suicide.

## Source de la traduction
- (en) Cet article est partiellement ou en totalité issu de l’article de Wikipédia en anglais intitulé « Hananchi » (voir la liste des auteurs).